# Питсбург (Тексас)
Питсбург (енгл. Pittsburg) град је у америчкој савезној држави Тексас. По попису становништва из 2010. у њему је живело 4.497 становника.

## Демографија
Према попису становништва из 2010. у граду је живело 4.497 становника, што је 150 (3,5%) становника више него 2000. године.
| Група             | 2000.         | 2010.         |
| Белци             | 2.052 (47,2%) | 1.724 (38,3%) |
| Афроамериканци    | 1.216 (28,0%) | 1.165 (25,9%) |
| Азијати           | 7 (0,2%)      | 11 (0,2%)     |
| Хиспаноамериканци | 1.037 (23,9%) | 1.514 (33,7%) |
| Укупно            | 4.347         | 4.497         |